# Mesomelaena stygia
Mesomelaena stygia är en halvgräsart som först beskrevs av Robert Brown, och fick sitt nu gällande namn av Christian Gottfried Daniel Nees von Esenbeck. Mesomelaena stygia ingår i släktet Mesomelaena och familjen halvgräs.

## Underarter
Arten delas in i följande underarter:
- M. s. deflexa
- M. s. stygia